# Aldealafuente

Umístění na mapě Sorie

Aldealafuente je španělské město v okrese Campo de Gómara v provincii Soria v autonomním společenství Kastilie a León. Při sčítání lidu v roce 2011 mělo město 106 obyvatel, v roce 2015 však žilo v obci již jen 93 obyvatel. Katastr města má rozlohu 45,72 km² a hraničí s obcemi Alconaba, Candilichera, Cabrejas del Campo, Aliud, Gómara, Tejado, Cubo de la Solana a Los Rábanos.